# Santo Isidoro (Mafra)
Santo Isidoro es una freguesia portuguesa del concelho de Mafra, en el distrito de Lisboa, con 24,83 km² de superficie y 3.814 habitantes (2011), distribuidos entre la cabecera de la freguesia y otras seis localidades: Lagoa, Monte Bom, Monte Godel, Picanceira, Pucariça y Ribamar. Su densidad de población es de 153,6 hab/km².
La freguesia, encajada entre los arroyos Safarujo y Ribeira de Ilhas,  limita al norte con la de Encarnação, al sur con la de Ericeira, al este con la Unión de las Freguesias de Azueira y Sobral de Abelheira, al este y al sur con la de Mafra y al oeste con el Océano Atlántico. En esta fachada marítima se encuentran playas como la de Coxos y São Lourenço, muy frecuentadas por bañistas y amantes del surf.
En el patrimonio de la freguesia destacan, además de la iglesia parroquial dedicada al santo homónimo, las numerosas quintas o casas solariegas diseminadas por su territorio y el fuerte de São Lourenço.